# François de Fossa (juriste)
 (janvier 2017).
Si vous disposez d'ouvrages ou d'articles de référence ou si vous connaissez des sites web de qualité traitant du thème abordé ici, merci de compléter l'article en donnant les références utiles à sa vérifiabilité et en les liant à la section « Notes et références ».
Pour les articles homonymes, voir François de Fossa.
François de Fossa, né à Perpignan (Roussillon) le 21 juillet 1726 et mort dans cette même ville le 6 août 1789, est un juriste français.
Juriste de formation il fut bâtonnier de l'Ordre des avocats du Roussillon et doyen de la faculté de droit de Perpignan. Il comptait au nombre de l'Académie des belles lettres de Barcelone. Il fut anobli par Louis XVI et reçut de ce monarque le Grand Cordon de l'Ordre de Saint-Michel.

## Biographie
François de Fossa était lui-même le fils d'un avocat au Conseil souverain de Roussillon. 
Il est aussi connu comme étant le père du militaire et musicien François de Fossa né le 31 août 1775 à Perpignan. Il avait épousé le 18 mai 1761 à Perpignan Thérèse Beauregard
Très jeune il manifeste tant de goût et d'aptitude pour les études juridiques qu'il est en mesure de concourir à la chaire de droit civil de l'Université de Perpignan à l'âge de dix huit ans. Une dispense d'âge lui permet également d'obtenir la chaire de droit canonique tant son talent paraissait précoce. Il devient par la suite doyen de la faculté de droit de Perpignan en 1759.
Ce juriste était aussi féru d'histoire locale. C'est à ce titre qu'il est appelé à collaborer à l'Art de vérifier les dates. Pour ce faire il adresse un mémoire relatif aux Comtes du Roussillon, de Cerdagne, de Besalu et d'Empuries (Tome X. Pages 22 et s) ainsi que l'attestent les notes de bas de page de cet ouvrage. Il est aussi l'auteur d'un volumineux mémoire intitulé Franc Alleu de Roussillon et de Catalogne fruit de vingt années d'un labeur consacré à la lecture et à l'analyse d'un millier de chartes dont la plupart des originaux ont aujourd'hui disparu. Cet ouvrage était demeuré inédit jusqu'à sa publication en 1993 par les Études Roussillonnaises. 

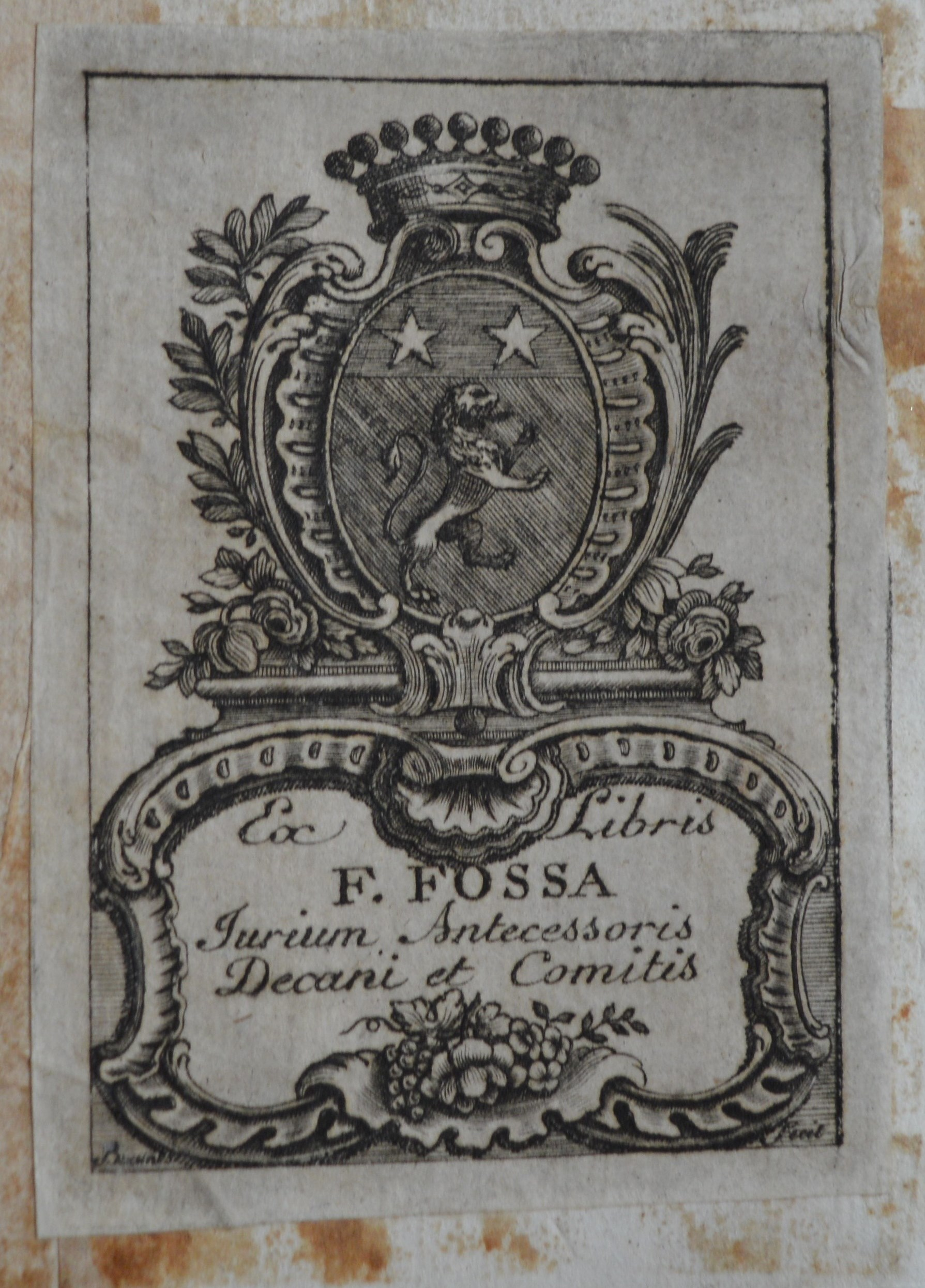

Plusieurs mémoires toujours inédits peuvent être consultés aux Archives Départementales des Pyrénées Orientales. Il s'agit en particulier d'une Histoire du Roussillon et d'une Réponse pour le marquis d'Oms au mémoire du sieur Berteau.
C'est encore et surtout à l'occasion d'un procès long et retentissant commencé en 1738 entre le corps de la noblesse de la province et les bourgeois honorés de Perpignan que François de Fossa se livre à de longues et minutieuses recherches historiques. Il en publie le résultat en 1770 sous le titre Observations historiques et critiques sur le droit public de Catalogne et du Roussillon en réplique à son contradicteur l'abbé Joseph Xaupi auteur des Recherches historiques sur la noblesse des citoyens honorés de Barcelone et de Perpignan parues sept ans plus tôt (1763). L'abbé Joseph Xaupi se remet à l'ouvrage et publie en 1773 une nouvelle édition en trois volumes. François de Fossa y répond en 1777 par une Réfutation abrégée des recherches sur la prétendue noblesse des bourgeois majeurs de Perpignan  suivi d'un Mémoire pour l'Ordre des avocats contenant l'entière réfutation des recherches de l'abbé Xaupy paru la même année.

## Publications
- François de Fossa, Observations historiques et critiques sur le droit public de Catalogne et du Roussillon. Perpignan. Imprimeur Claude Le Comte. 1770.
- François de Fossa, Mémoire pour l'Ordre des Avocats de Perpignan, Toulouse. Imprimeur Jean Florent Baour.1777.